# SN 2008hc
SN 2008hc – supernowa typu Ia odkryta 21 września 2008 roku w galaktyce A233827+2333. W momencie odkrycia miała maksymalną jasność 21,60m.